# Gobionellus phenacus
Gobionellus phenacus es una especie de peces de la familia de los Gobiidae en el orden de los Perciformes.

## Morfología
Los machos pueden llegar a alcanzar los 3,2 cm de longitud total.

## Distribución geográfica
Se encuentra en Puerto Cabello (Venezuela), la desembocadura del río Corentín (Surinam) y las desembocaduras de los ríos  Cayenne y  Mahury en la Guayana Francesa.

## Observaciones
Es inofensivo para los humanos.